# Литва на «Евровидении-2001»
Литва участвовала в телевизионном конкурсе Евровидение-2001, который проходил 12 мая на стадионе Паркен в Копенгагене, Дания. Это было третье участие страны. Литва вернулась на Евровидение после годового перерыва, связанного с низким результатом её предыдущей заявки Strazdas в исполнении Айсте Смильгевичуте на конкурсе 1999 года. Страну в Копенгагене представляло трио Skamp с песней You Got Style, написанной участниками трио: Вилиюсом Алесиюсом, Викторасом Диаварой и Эрикой Дженнингс на английском и литовском языке. По итогам голосования Литва заняла 13-е место из 23, набрав 35 очков. Это позволило Литве принять участие на Евровидение-2002. Таким образом, You Got Style стала предшественницей литовской заявки 2002 года Happy You в исполнении Айвараса Степукониса. Конкурс был показан LTV с комментариями Дариюса Ужкурайтиса. Глашатаем от Литвы была Лорета Тарозайте.

## Предыстория
На момент проведения «Евровидения-2001» Литва участвовала в конкурсе только дважды: в 1994 и 1999 годах. Страна оказалась на последнем месте на конкурсе 1994 года, когда Овидиюс Вишняускас выступал с песней Lopšinė mylimai, заработав ноль баллов. В 1999 году певица Айсте Смильгевичуте заняла 20-е место с песней Strazdas, заработав 13 баллов. Этот результат стал лучшим для Литвы на Евровидение к тому моменту времени.

## До «Евровидения»

### "Eurovizijos" dainų konkurso nacionalinė atranka
Литовское телевидение (ЛРТ) организовывала отбор заявки для участия Литвы на Евровидение. В декабре 1998 года ЛРТ организовала первый национальный финал под названием  "Eurovizijos" dainų konkurso nacionalinė atranka, где жюри и телезрители должны были выбрать победителя из 12 конкурсных работ. В 2001 году ЛРТ продолжила использовать этот метод отбора.  "Eurovizijos" dainų konkurso nacionalinė atranka состоялся 9 марта 2001 года во Дворце Спорта и Культуры в Вильнюсе. Ведущими были Неринга Светикайте и Дариюс Ужкурайтис. Конкурс был показан на канале LTV и LTV2. 15 песен было представлено во время отбора, а победитель был определён посредством комбинации голосов жюри, аудитории Дворца Спорта и Культуры и телезрителей. Только тройка лучших была объявлена по итогам голосования. Среди работ, представленных в отборе, часть песен была на литовском языке, часть на английском, часть на обоих языках, а одна песня была исполнена на французском языке.
| Порядок выступления | Исполнитель       | Название песни               | Автор(ы)                                          | Процент | Место |
| ------------------- | ----------------- | ---------------------------- | ------------------------------------------------- | ------- | ----- |
| 1                   | Мерлин            | Kažkada                      | Мерлин, Родионас Коломинас, Римвидас Станкевичюс  | —       | —     |
| 2                   | Delfinai          | Viskas bus gerai             | Станислав Ставицкий                               | —       | —     |
| 3                   | Неда и Андриюс    | Stars                        | Андриюс Борисевичюс                               | —       | —     |
| 4                   | La Vita           | Parodyk ką gali              | Андриюс Каткус, Домас Байорунас, Мантас Янкавичюс | —       | —     |
| 5                   | Розита Чивилите   | Švyturys                     | Розита Чивилите                                   | —       | —     |
| 6                   | Naktinės Personos | Ša-la-la                     | Арас Веберис, Аланас Чошнау                       | —       | —     |
| 7                   | Cloudmaker        | No Reason Why (Kodėl, kodėl) | Андриюс Мамонтовас                                | 15%     | 2     |
| 8                   | Avenue            | Le vent                      | Изида Станкевичюте, Рима Вайкелёните              | —       | —     |
| 9                   | Ричардас Виткус   | Dreamers                     | Ричардас Виткус                                   | —       | —     |
| 10                  | Индре             | Fly With Me                  | Индре Лауниконите                                 | —       | —     |
| 11                  | Smile             | It's All About Us            | Агне Гинете                                       | —       | —     |
| 12                  | B'Avarija         | Duok man                     | Дейвидас Звонкус, Юозас Лиесис                    | 6%      | 3     |
| 13                  | Рута Лукошевичюте | Endless Day                  | Рута Лукошевичюте, Далиюс Плетновас               | —       | —     |
| 14                  | Rebelheart        | The Way to You               | Регимантас Турута, Rebelheart                     | —       | —     |
| 15                  | Skamp             | You Got Style                | Викторас Диавара, Вилиюс Алесиюс, Эрика Дженнингс | 61,5%   | 1     |

## На «Евровидении»
По правилам конкурса Евровидение-2001, список стран-участниц состоит из страны-победительницы прошлого выпуска, стран-членов «большой четвёрки» (Великобритания, Германия, Испания и Франция), 12 стран с высоким средним баллом за предыдущие пять конкурсов и тех стран, кто не участвовал в Евровидение-2001, но транслировал его. Поскольку Литва не участвовала в выпуске прошлого года, но транслировало его, то она была допущена к участию. Skamp выступали под номером 8, между Швецией и Латвией. По итогам голосования Литва заняла 13-е место, набрав 35 очков, тем самым, зафиксировав лучший результат вплоть до 2006 года. Это позволило Литве принять участие в конкурсе 2002 года. Литовские телезрители присудили 12 очков Эстонии. 10 очков литовские телезрители присудили России. Россия, в свою очередь, тоже присудила Литве 10 очков.

### Голосование
| Очки      | Страна                            |
| --------- | --------------------------------- |
| 12 баллов |                                   |
| 10 баллов | - Россия                          |
| 8 баллов  |                                   |
| 7 баллов  |                                   |
| 6 баллов  |                                   |
| 5 баллов  | - Латвия - Нидерланды             |
| 4 балла   | - Великобритания - Израиль        |
| 3 балла   |                                   |
| 2 балла   | - Босния и Герцеговина - Словения |
| 1 балл    | - Ирландия - Исландия - Швеция    |

| Очки      | Страна         |
| --------- | -------------- |
| 12 баллов | Эстония        |
| 10 баллов | Россия         |
| 8 баллов  | Латвия         |
| 7 баллов  | Франция        |
| 6 баллов  | Дания          |
| 5 баллов  | Греция         |
| 4 балла   | Словения       |
| 3 балла   | Великобритания |
| 2 балла   | Швеция         |
| 1 балл    | Мальта         |